# Musée de la coutellerie de Nogent
Le musée de la Coutellerie est un musée municipal situé à Nogent dans le département français de la Haute-Marne en région Grand Est.
Ce musée présente, à travers ses collections, l'histoire et la spécificité de la coutellerie de Nogent et de son bassin, du XVIIIe siècle à nos jours. Ce musée des sciences et techniques porte l’appellation « musée de France » et est labellisé « Tourisme et Handicap » (moteur, mental et visuel).
Avec le mémorial Charles-de-Gaulle et la vannerie de Fayl-Billot, il fait partie de l'un des sites identitaires du département.

## Historique

### La coutellerie de Langres
À l’origine, la coutellerie apparaît à Langres au XIVe siècle pour atteindre son apogée au XVIIIe siècle avec près de 100 maîtres-couteliers en 1740. Elle est organisée en corporation avec des réglementations très strictes afin de limiter la concurrence et la contrefaçon. Il est par exemple interdit pour un coutelier non langrois d’apposer la marque « Langre[s] » sur sa production. C’est pourquoi un grand nombre d’entre eux s’installent à Nogent et dans son bassin afin d’exercer librement le métier.
À la fin du XVIIIe siècle,  l’édit de Turgot (1776), la Révolution française et la loi Le Chapelier (1791) touchent durement la coutellerie langroise, déjà en constant déclin, en supprimant les corporations. Les maîtres-couteliers deviennent simples marchands et s’approvisionnent dans les campagnes environnantes en pièces de coutellerie. 

### La coutellerie de Nogent
Les premiers « cousteliers » apparaissent dans les écrits en 1671.
Au XIXe siècle, la coutellerie de Nogent atteint son apogée avec près de 6 000 paysans-couteliers et ouvriers à domicile et en usine. Néanmoins, Langres reste le principal centre de commerce de coutellerie de la région jusqu’au milieu du XIXe siècle ; les maîtres-couteliers langrois, devenus couteliers-marchands, procurent aux couteliers du bassin nogentais les matières premières nécessaires à la fabrication, puis récoltent les produits finis sur lesquels ils apposent leur propre marque afin de les vendre sur le marché local, national et international.

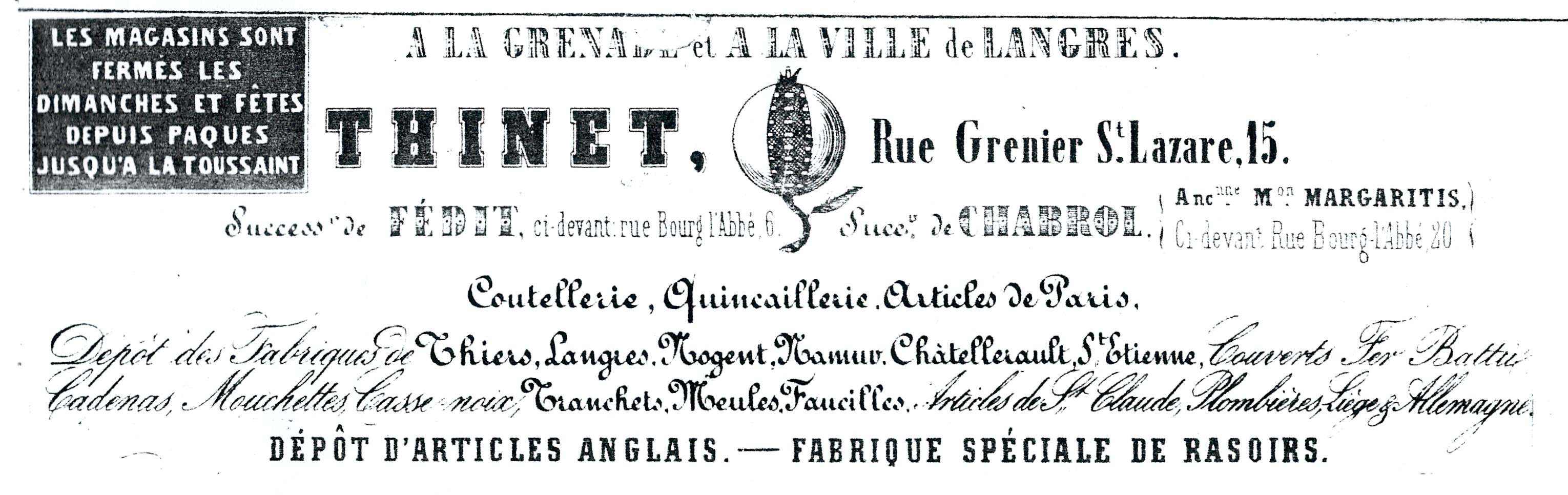
Maison Thinet (Paris) avec comptoir d'achat à Nogent.

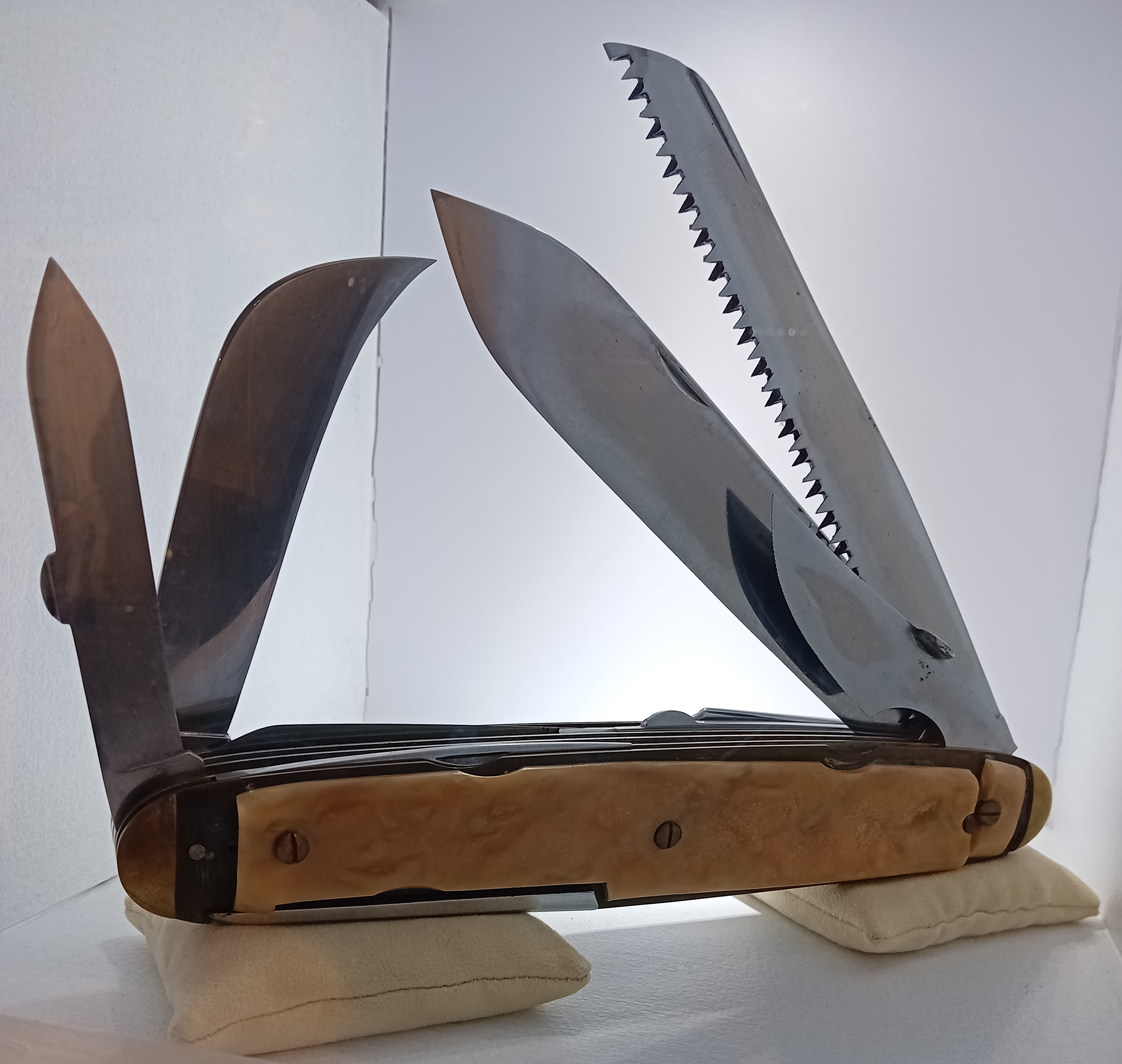
Couteau d'exposition Bresson pour Guillemin-Renaut, 1925.

Réputés pour leur savoir-faire et la qualité de leurs productions, les couteliers du bassin nogentais travaillent non seulement pour les grandes maisons langroises (Guerre, Beligné) mais également des maisons nogentaises (Guillemin-Renaut, Georget, Lessertois), parisiennes (Tichet, Thinet), lyonnaises (Lépine), lesquelles établissent des comptoirs d’achat à Nogent.
On qualifie de coutellerie de Nogent la coutellerie fabriquée, non pas seulement à Nogent mais dans le bassin nogentais. C'est-à-dire dans un rayon de 20 km autour de la ville de Nogent, ce qui représente une quarantaine de villages, chacun spécialisé dans une ou plusieurs types de production. De plus, le terme de « coutellerie » regroupe les sept grandes classes de la coutellerie : coutellerie fermante (canifs, couteaux de chasse, etc.), coutellerie de table (couteaux de table, services à découper, etc.), coutellerie professionnelle (couteaux de boucher, de cuisine), cisellerie (ciseaux à broder, de tailleur, etc.), outillage à main (sécateurs, serpettes, etc.), instrumentation chirurgicale (pinces, écarteurs, etc.) et de toilette (pinces à épiler, limes à ongles, etc.). 
Si cette coutellerie est diversifiée dans ses productions, elle est également caractérisée par sa qualité notamment en termes d’utilisation de matériaux nobles (nacre, écaille, ivoire) et du raffinement des pièces tant dans leur fabrication (forgeage, trempe, polissage, finition) que dans leur esthétisme et leur créativité ; on parle de coutellerie fine (ou de luxe).
Cette qualité s’explique également par un travail exécuté à la main et de bout en bout pour le compte de grandes maisons françaises. Certains couteliers se sont d’ailleurs distingués de par l’excellence de leurs fabrications comme Nicolas Pierre Pelletier et sa dentelle d’acier ou encore Joseph dit Emile Drouot et son art d’exceller au façonnage des matériaux précieux.

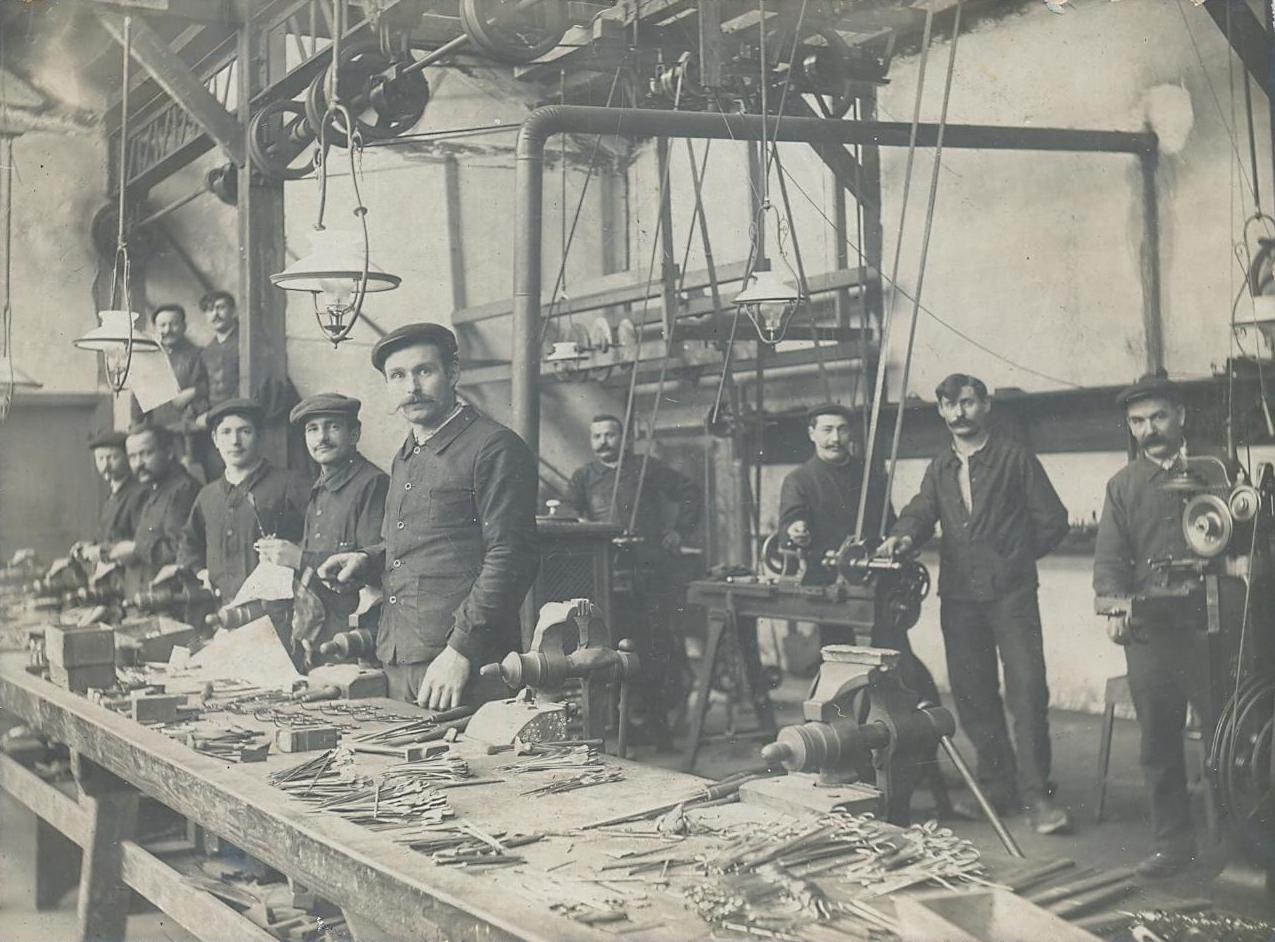
Usine Collin (Nogent) vers 1920.

Avec la révolution industrielle, le visage de la coutellerie change radicalement. À côté de ces petits ateliers où les pièces sont fabriquées à la main et de bout en bout, apparaissent vers 1850 des manufactures pouvant compter jusqu’à une centaine d’ouvriers. La mécanisation, rendue possible grâce à l’apparition de nouvelles sources d’énergie, permet de produire un plus grand nombre de pièces par l’intermédiaire de la technique de l’estampage. Les ouvriers, et même certains établissements, se spécialisent dans une tâche répétitive (estampage, émouture, polissage).
L’activité coutelière nogentaise connaît une prospérité inégalée entre 1870 et 1880. Cependant, l’implantation tardive du chemin de fer, qui permet la livraison des matières premières, tout comme celle de l’électricité, lui a été défavorable par rapport à Thiers, autre centre coutelier situé dans le Puy-de-Dôme, lequel a su s’adapter rapidement.
Il existe encore actuellement quelques couteliers, professionnels et « hobbystes », qui s’attachent à faire perdurer ce savoir-faire traditionnel. Si les savoir-faire sont préservés grâce à une main d’œuvre hautement qualifiée, ils ont aujourd’hui évolué vers d’autres domaines : automobile, aéronautique, médical.

## Le musée de la Coutellerie

### Historique du bâtiment

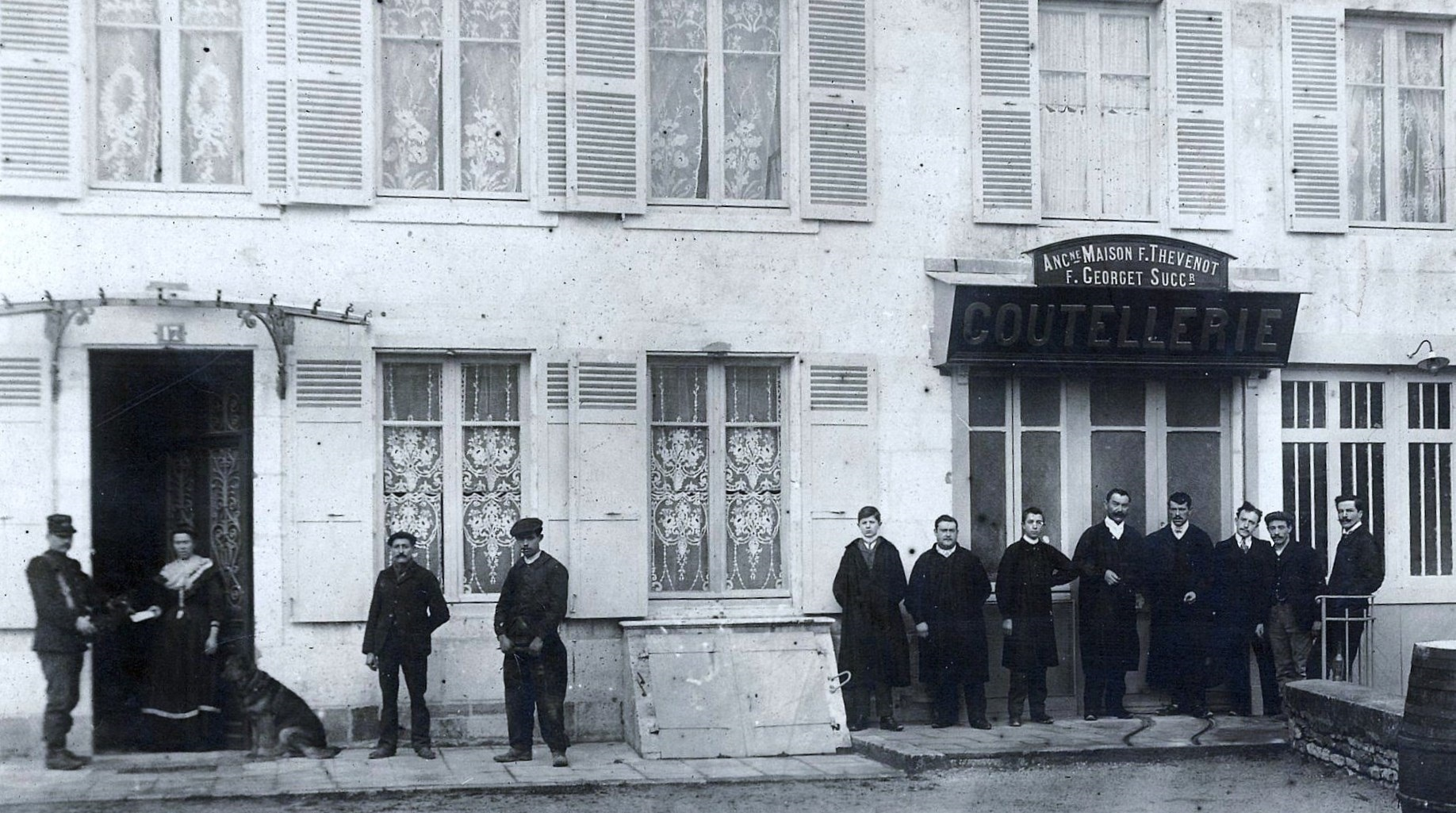
La maison Georget devenue Musée de la Coutellerie

Le musée est installé dans une ancienne maison de coutellerie, la maison Georget. Ancienne maison Thévenot fondée en 1725, cet établissement de commerce de gros en coutellerie emploie en sous-traitance des couteliers à domicile. La façade en pierre calcaire agrémentée de pilastres et de frontons triangulaires traduit encore aujourd’hui la puissance et la richesse de cet établissement. 
En 1940, la Kommandantur allemande y établit son quartier général pour des questions stratégiques. Contrainte à l’exil, la famille Georget se réfugie à Denicé dans le Rhône.
Après la Seconde Guerre mondiale, le bâtiment devient un hôtel en 1954 puis un foyer des jeunes travailleurs en 1966. La ville de Nogent en fait l’acquisition en 1983.

### Création du musée
Parallèlement à la « fièvre muséale » qui s’empare des années 1980, l’idée de « créer un musée de la coutellerie qui pourrait constituer le point de départ d’un musée des Arts et Traditions Populaires de la Haute-Marne » est évoquée en 1981.
Porté par la Ville de Nogent et l’association Encyclopédie vivante, appuyées par les services de l’État, de la région Champagne-Ardenne et du département de la Haute-Marne, le projet prend forme à partir de 1986 avec la nomination de Cyril Dumontet en tant que chargé d’études. En concevant une structure multifonctionnelle, Cyril Dumontet dépasse le concept patrimonial d’un musée pour des orientations plus larges, pluridisciplinaires, adaptées à la réalité locale ; l’Espace Pelletier, en hommage à Nicolas Pierre Pelletier, ciselier hors pair, est créé avec cinq fonctions complémentaires et synergiques : technologie (Centre régional d’innovation et de transfert de technologie), création, animation (Syndicat mixte du bassin d’emploi de Nogent), communication et musée.
Conduits par le cabinet d’architecte Gecit (Langres), les travaux de réhabilitation commencent en 1989 pour s’achever en 1991. L’Espace Pelletier est inauguré le 22 mars 1991 en présence d’Hubert Curien, ministre de la Recherche et de la Technologie.
Confronté à l’éclatement de sa structure avec la disparition du SYMBEN en 2004 et le déménagement du CRITT au Pôle technologique de Nogent en 2008, cet équipement porte désormais la seule appellation de « musée de la Coutellerie ».

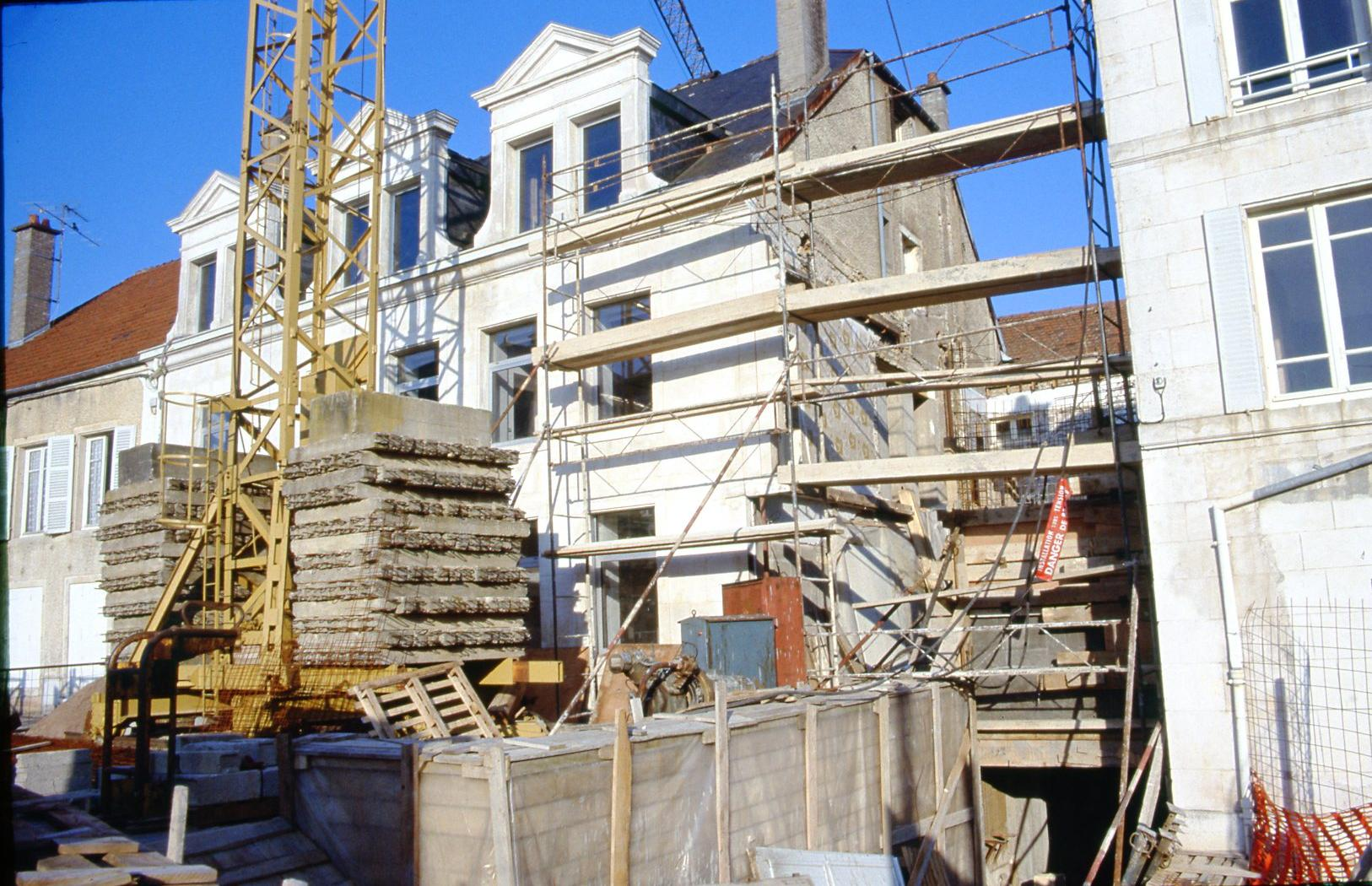
Travaux de réhabilitation, 1989-1991
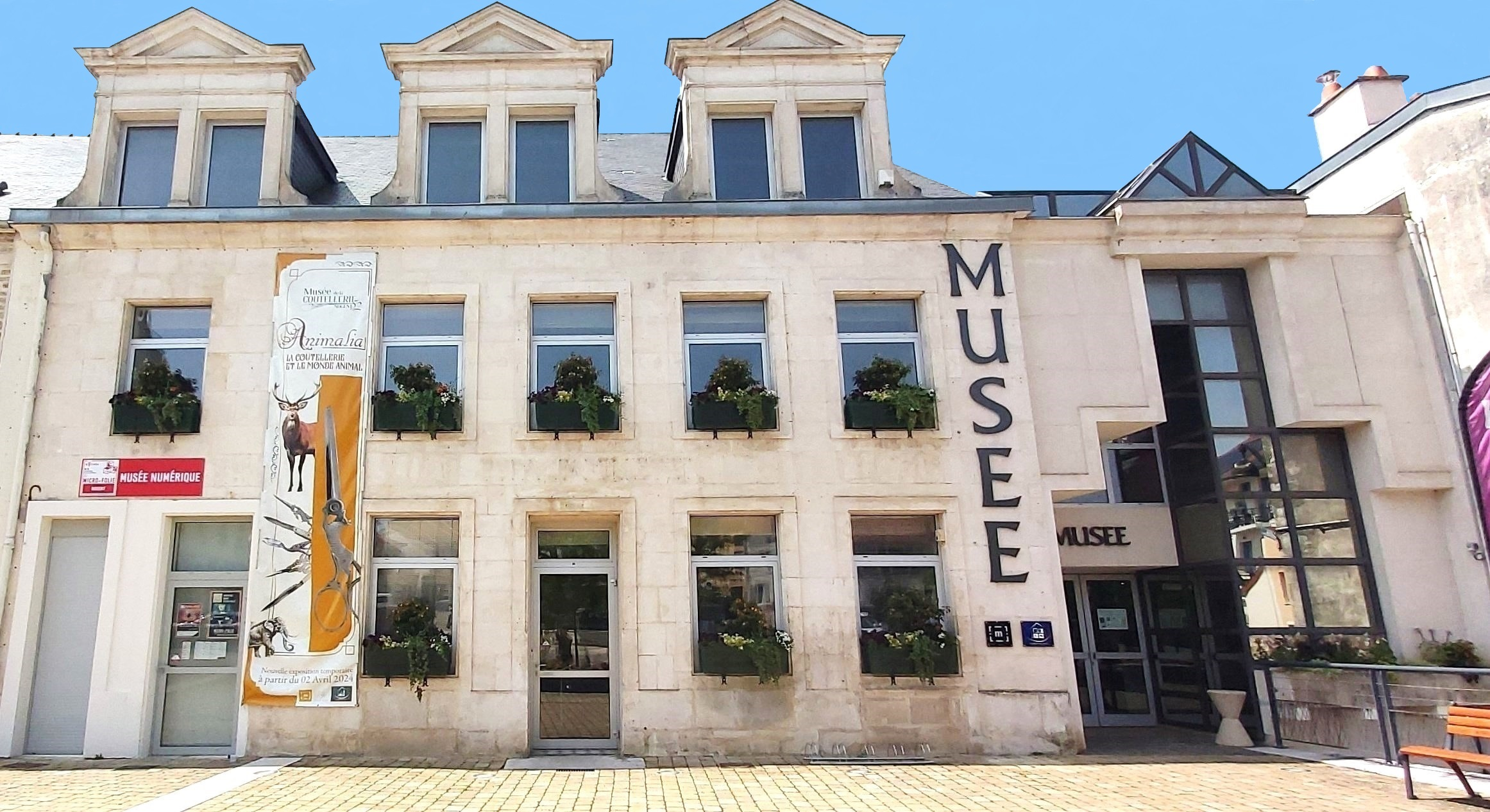
Musée de la Coutellerie en 2025

### Les espaces du musée
Le musée est divisé en différents espaces.
Tout d’abord, une salle audiovisuelle permet de visionner des films de courte durée sur l’histoire de la coutellerie de Nogent ou sur la fabrication de pièces de coutellerie dont la forge d'une paire de ciseaux de tailleur par Robert Maillefert. 
Ensuite, l’espace muséographique de 200 m2 est scindé en trois parties. Les deux premières parties sont consacrées à l’exposition permanente avec des objets qui illustrent les différentes classes de la coutellerie, des reconstitutions d’ateliers, ainsi que des fabrications de Meilleurs ouvriers de France (MOF) et d’artisans-artistes. La troisième partie est, quant à elle, dédiée à des expositions semi-temporaires renouvelées tous les deux ans.
On y trouve une des très rares (en France) roue à chiens d'un diamètre de trois mètres environ qui entrainait un systeme d'engrenages relié aux meules ou polissoires des couteliers de Nogent.
Enfin, un espace situé au 1er étage et desservi par un escalier moderne en inox, est réservé aux expositions-dossiers, en alternance avec l’exposition temporaire du rez-de-chaussée afin de proposer une nouvelle exposition chaque année. Y sont présentées ponctuellement des expositions-flashs en lien avec l’actualité ou les manifestations nationales/régionales. 
Cette politique d’exposition permet une rotation des collections puisque seulement 8 % des collections sont exposés de manière permanente.

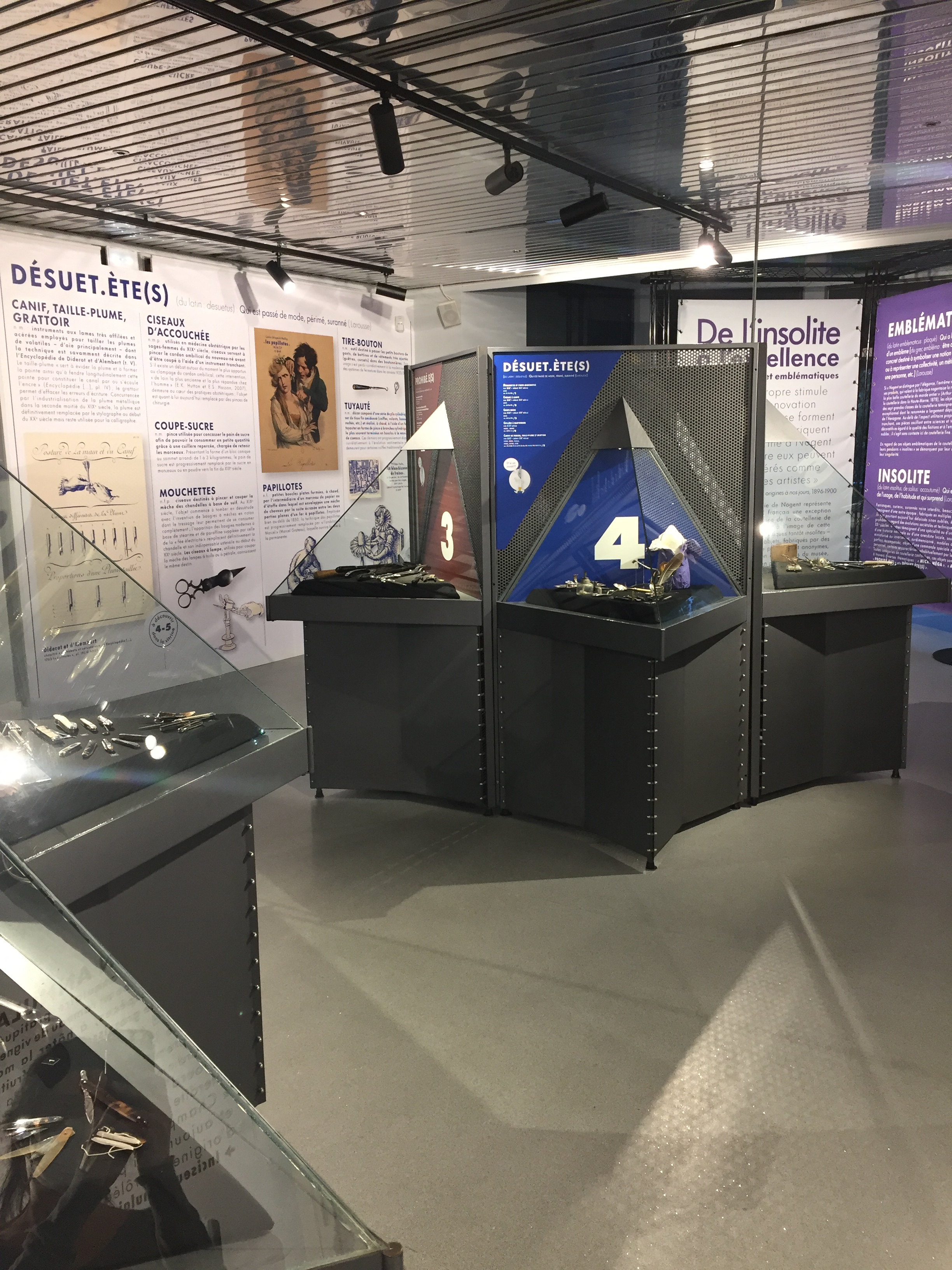
Exposition temporaire « De l'insolite à l'excellence » (2021-2022).
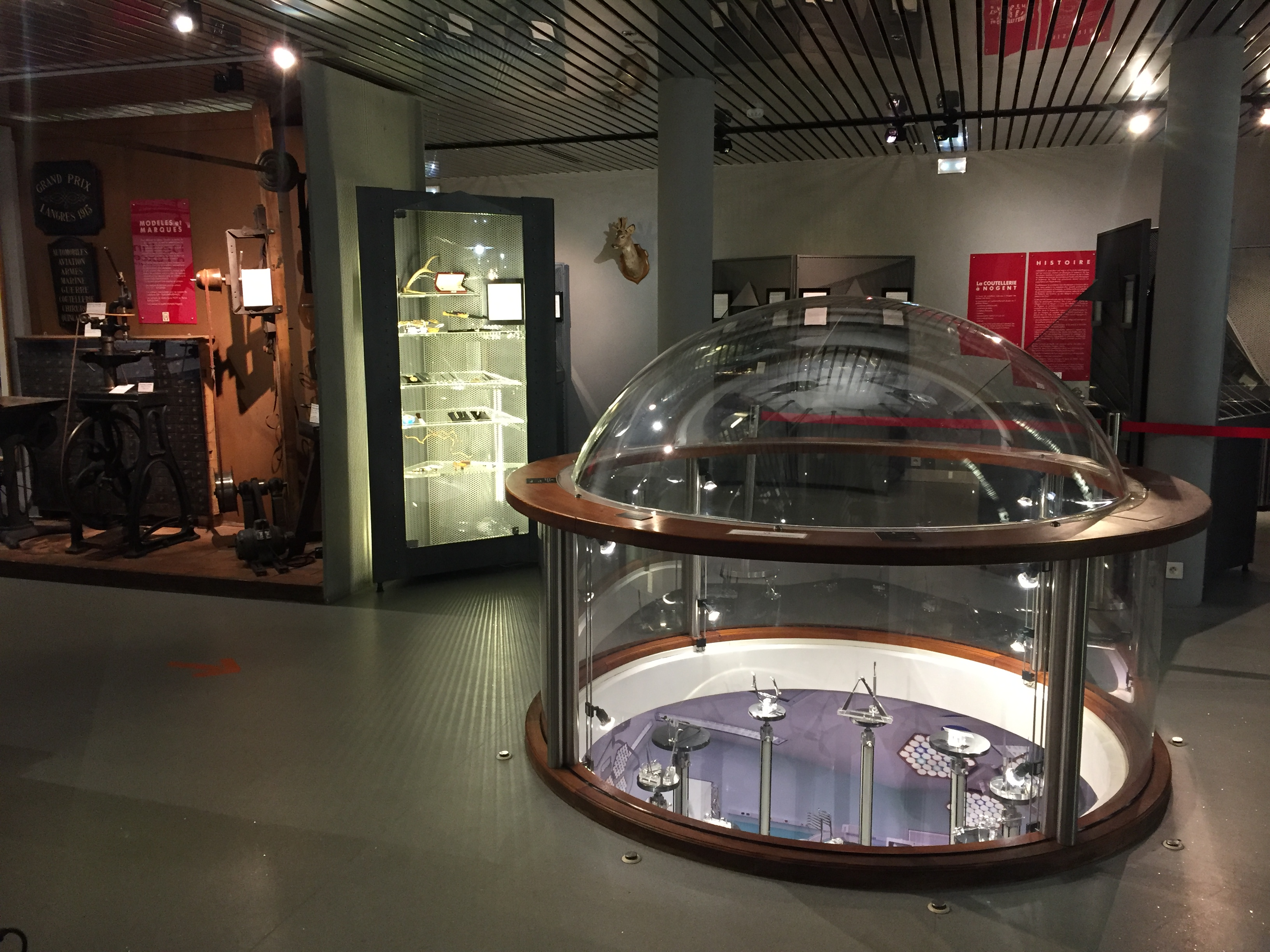
Espace permanent du musée de la Coutellerie.
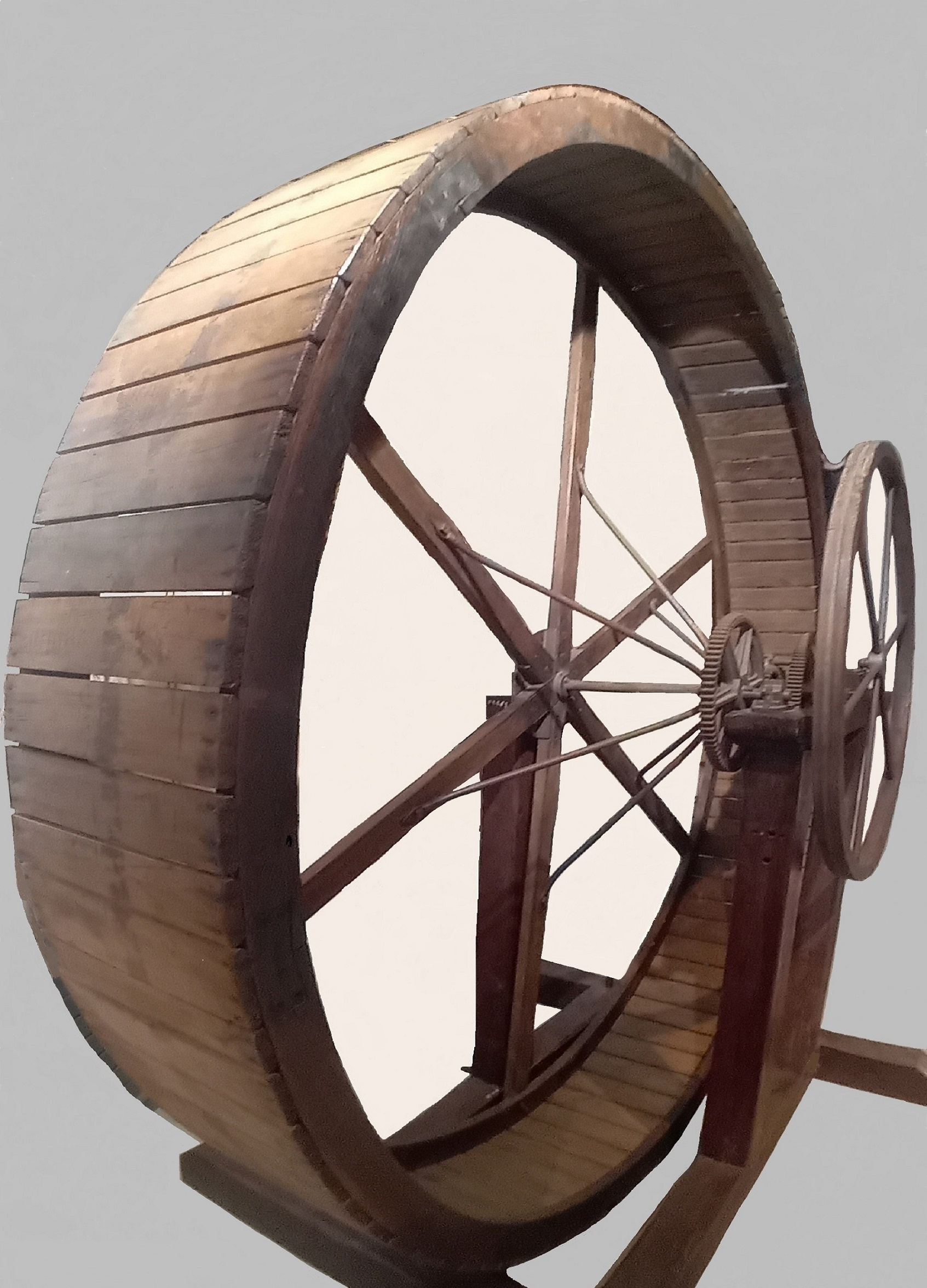
La roue à chiens

### Collections
Depuis sa création, le musée bénéficie d’acquisitions à titre gratuit (dons, legs) et à titre onéreux (achats). Beaucoup d’entre elles proviennent de fonds d’ateliers et de maisons de commerce mais la plus importante en termes de qualité et de diversité provient de l’ancien musée Roulot (musée privé), acquise en 2001 avec le soutien du Fonds du patrimoine.
Autour des sept grandes classes de la coutellerie, le musée présente des pièces emblématiques comme les ciseaux à broder de Nicolas Pierre Pelletier (1828-1921), semblables à de la dentelle d’acier ;  les couteaux chefs-d’œuvre de Joseph [dit Émile] Drouot (1831-1910) ; le « couteau-puce » de Jean-Baptiste Garnier dit « Gros-Bec » (1812-1888), de la grosseur et de la forme d’une puce ; le couteau-pistolet attribué à Pierre Petitpas dit « Petitpas-Bollée » (1820- ?), combinant arme blanche et arme à feu ; le « couteau-zeppelin » de Louis (1881-1950) et Lucien (1896-1989) Garnier (titrés « Un des MOF » en 1924), inspiré du dirigeable Zeppelin L 49 forcé d’atterrir près de Nogent en octobre 1917 ; les ciseaux de tailleur d’Edmond Bourrier (1901-1990) (titré « Un des MOF » en 1955), pièce d’exposition de 67 cm de longueur ou encore la dague « L’Ame Liberté » de Pierre Reverdy (1961-).

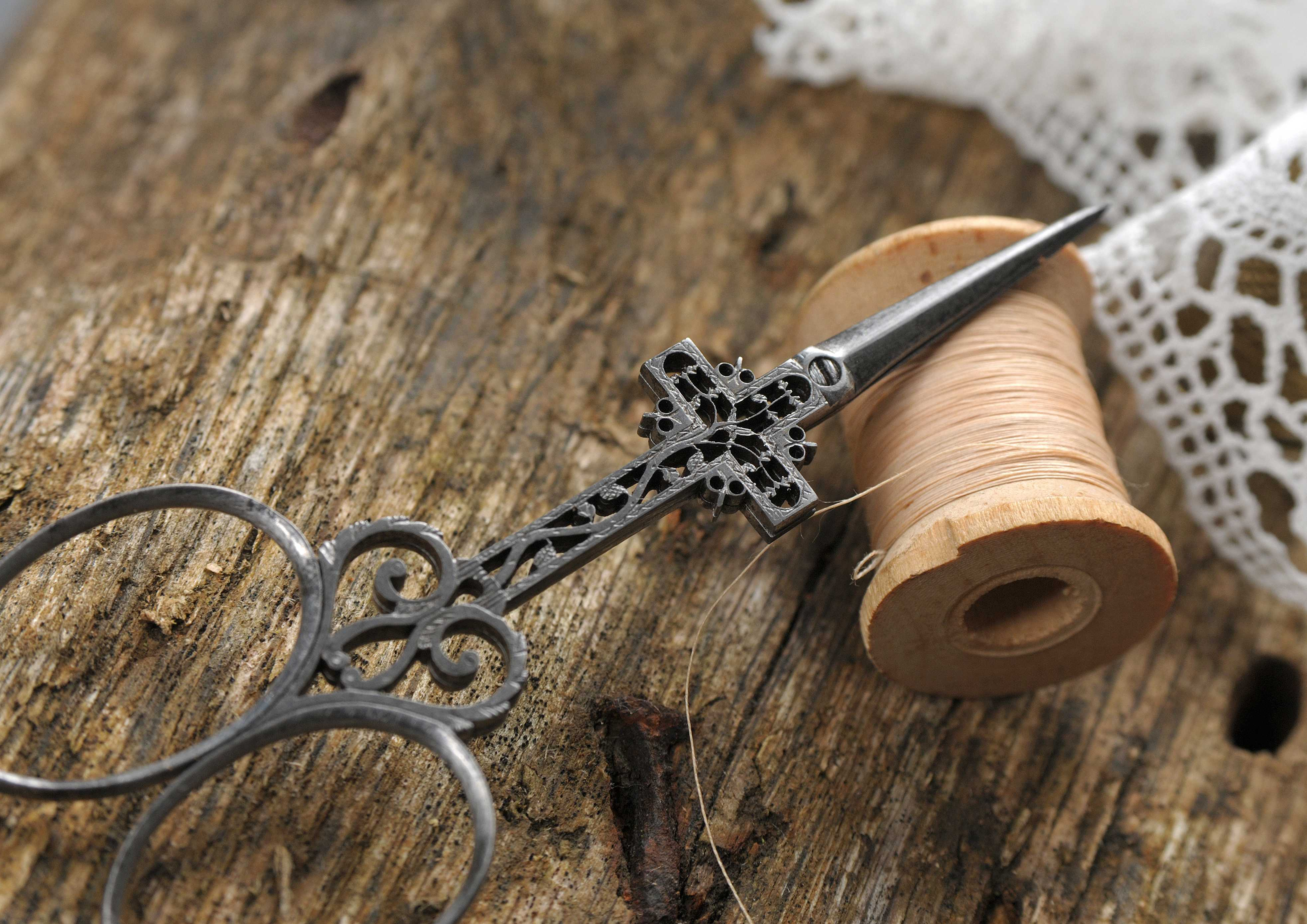
Ciseaux à broder, Nicolas Pierre Pelletier, vers 1860-1880.
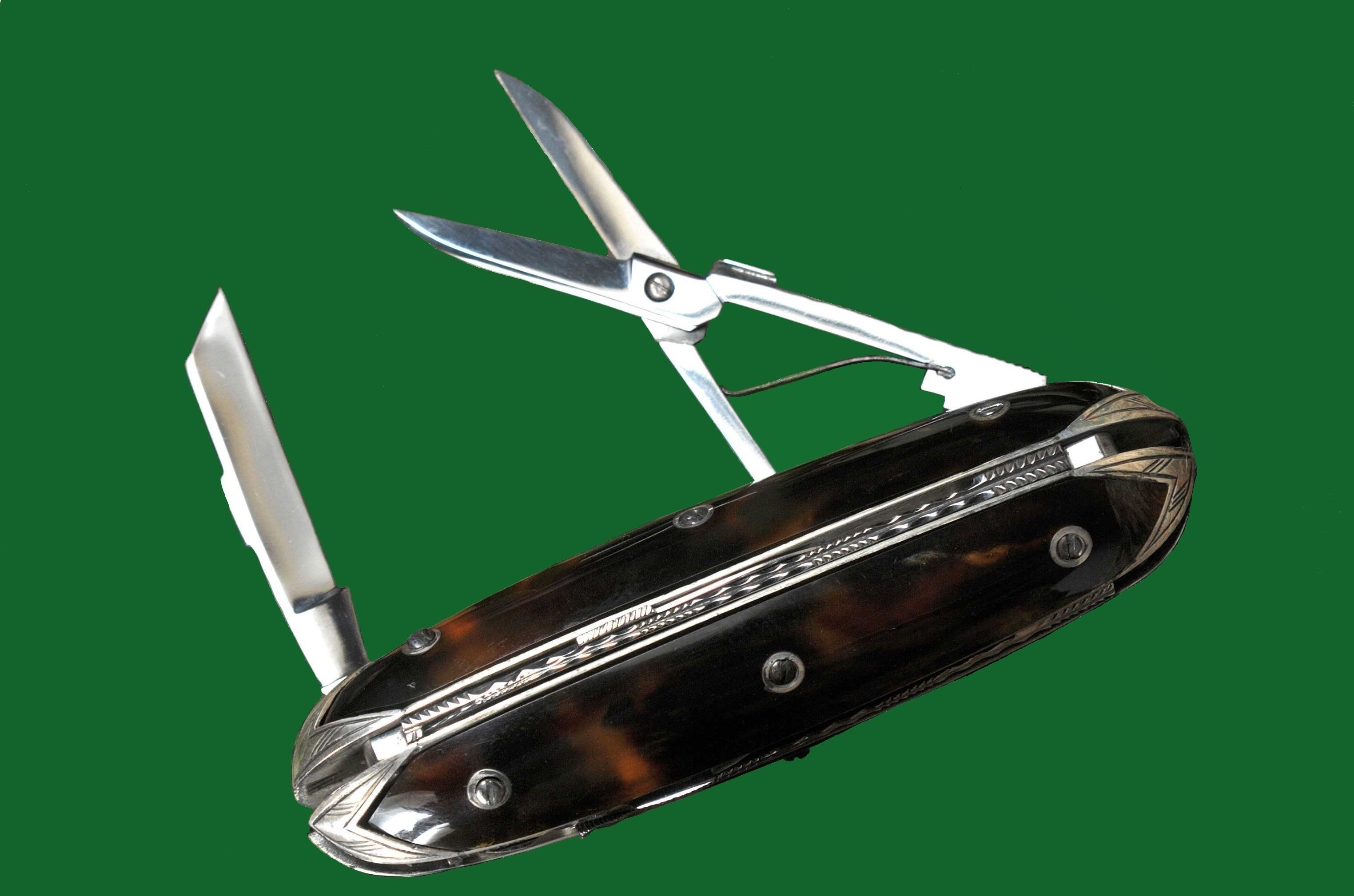
Le couteau Zeppelin, 1924.
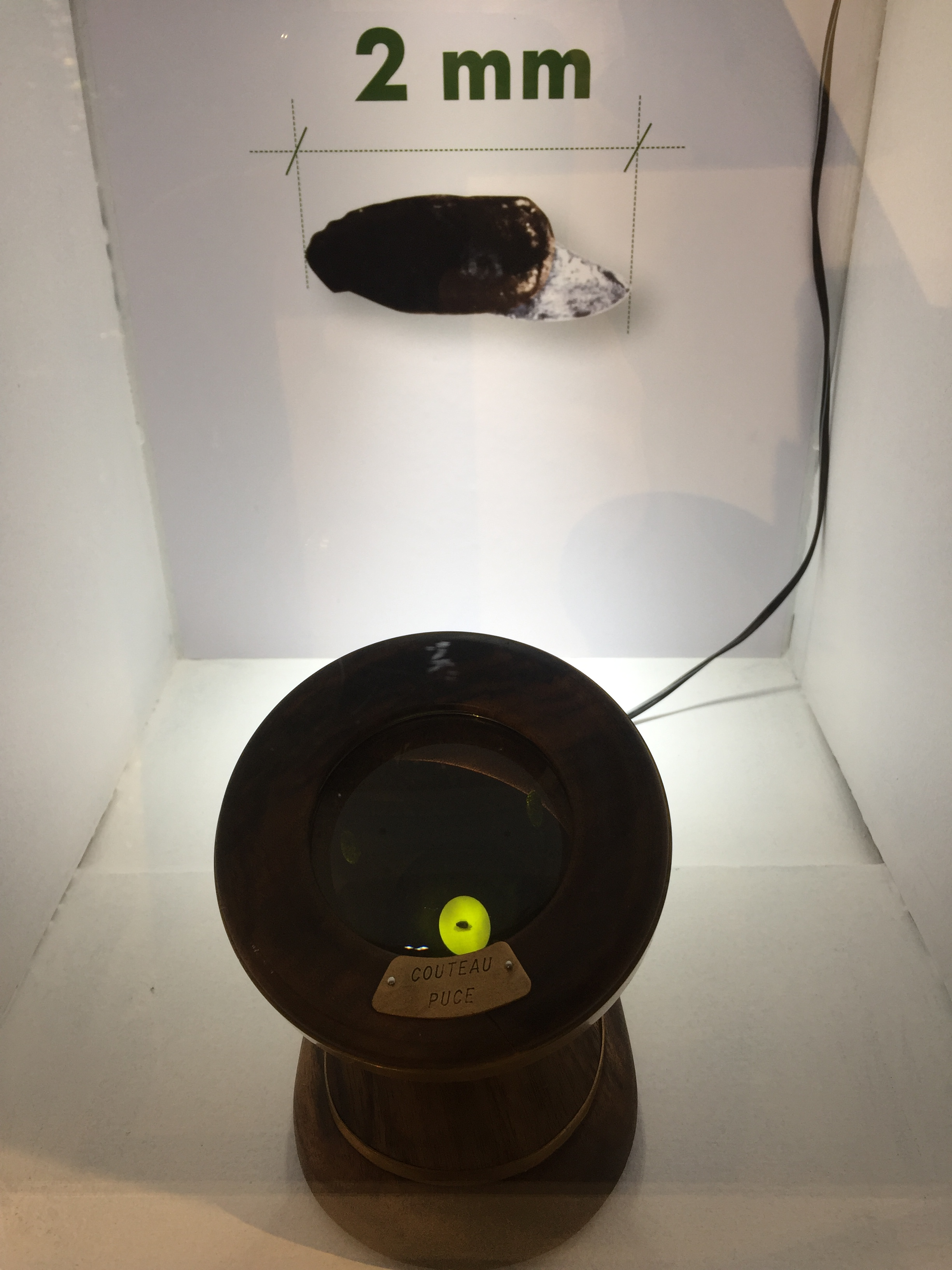
Couteau-puce, Jean-Baptiste Garnier, vers 1950.

#### Publications sur la coutellerie de Langres
- Bulletin de la société historique et archéologique de Langres, L’art de la coutellerie au pays de Langres et de Nogent, Maîtres couteliers orfèvres et graveurs de Langres et de Nogent, cat. exposition 1966.
- Jeannine Bouet, Les couteliers langrois au XVIIIe siècle, s.d., 2 tomes.
- Benoît Decron, Langres et la coutellerie française au XVIIIe siècle, cat. exposition 1989.
- Abel Delanne, La coutellerie à Langres, conférence du 6 février 1923.
- Adrien Durand, Notice sur les couteliers à Langres au Moyen Âge, Langres, Librairie J. Dallet, 1870.
- Société des amis des universités de Clermont, « Coutellerie et couteliers au XVIIIe siècle », in Revue d’Auvergne, t. 100, no 1, 1986.
- Gérard Tisserand, « La coutellerie ancienne », L’Estampille, avril 1978.

#### Publications sur la coutellerie de Nogent
- Victor-Eugène Ardouin-Dumazet, Voyage en France, 21e série Haute-champagne – Basse-Lorraine, Berger-Levrault & Cie, Paris, 1900.
- Cyril Dumontet, « Espace Pelletier : Centre de culture scientifique, technique et industriel », Les cahiers Haut-Marnais, 1990, no 183.
- Jean-Marie Curien & Marcellin Bachalard, Haute Marne, éd. Hermé, 1982.
- Arthur Daguin, Nogent et la coutellerie dans la Haute-Marne, 1878 (réédition Res Universalis, 1993).
- Cyril Dumontet, Du fer au titane dans le bassin nogentais, éd. Guéniot, Langres, 1990.
- Georges Fauquet, « Autour des Nogent », Bulletin de la société percheronne d’histoire et d’archéologie, no 86.
- Lauriane Grosset, catalogues sommaires des collections du Musée de la coutellerie de Nogent, éditions Crépin-Leblond, 2017.
- A. Petit, Enquête industrielle et sociale, la coutellerie de Nogent-en-Bassigny [en] Haute Marne, 1900.
- Philippe Savouret, La coutellerie nogentaise au XIXe siècle, éd. Guéniot, 1983.
- Florence Vidonne, Couteaux d’hier et d’aujourd’hui, éd. Flammarion, 2005.